# Henri Ier de Villars
Henri de Villars, mort à Anagni le 18 juillet 1301 est un prélat français du XIIIe siècle. Il appartient à la famille noble de Thoire, originaire du Bugey.

## Biographie

### Origines
Henri de Villars est le fils d’Étienne II, sire de Thoire et de Villars, et de Béatrix de Faucigny.

### Carrière religieuse
Henri de Villars est reçu chanoine du chapitre de Lyon en 1274, puis il est successivement prévôt de Fourvière, chambrier, chantre de l'Église de Lyon,. Adolphe Vachet ajoute que certains auteurs ont pu lui associer la fonction de doyen, mais il considère l'information comme douteuse.
Il est appelé sur le trône épiscopal de Lyon en 1295.
Philippe le Bel, sur la demande des habitants de Lyon, ordonne à son bailli de Mâcon de protéger les habitants de Lyon, si l’on voulait exercer quelque violence contre eux. Le bailli de Mâcon établit alors les officiers du roi au palais de Roanne. L’Église de Lyon voit alors décroître son autorité. Elle a à lutter non seulement contre les habitants de Lyon, mais encore contre ses puissants voisins, le comte de Forez, le seigneur de Beaujeu et le comte de Savoie, qui empiètent chaque jour sur ses domaines. L’archevêque Henri de Villars se montra encore plus intolérant que ses prédécesseurs ; prenant parti pour le pape Boniface VIII contre Philippe-le-Bel, il défend aux Lyonnais les appels au bailliage de Mâcon, et sur leur refus d’obéir, jette un interdit sur la ville ; mais ne se croyant pas en sûreté à Lyon, il se retire à Anagni auprès du pape, où il meurt le 18 juillet 1301.